# Феликс Савар
Феликс Савар (фр. Félix Savart; Шарлвил Мезјер, 30. јун 1791 — Париз, 16. март 1841) био је физичар и математичар. Најпознатији је по Био-Саваровом закону електромагнетизма, који је открио заједно са колегом Жан-Батист Биом. Његово главно интересовање било је акустика и проучавање вибрирајућих тела. Посебно интересовање за виолину довело га је до стварања експерименталног трапезоидног модела. Своје име је дао савару, мерној јединици за музичке интервале и Саваровом точку - уређају који је користио док је истраживао опсег људског слуха. 

## Биографија
Феликс Савар био је син Жерара Савара, инжењера војне школе у Мецу. Његов брат Никола, који је био студент Политехничке школе и официр инжењерског корпуса, радио је на вибрацијама. Студије медицине Савар је започео у војној болници у Мецу, а касније наставио на Универзитету у Стразбуру, где је 1816. стекао медицинску диплому. Постао је професор на Француском колеџу (Collège de France) 1836. године. Био је коаутор Био-Саваровог закона, заједно са Жан - Батист Биом. Заједно су радили на теорији магнетизма и електричних струја. Њихов закон је развијен и објављен 1820. године. Закон доводи у везу магнетна поља и струје које су њихови извори. 
Савар је такође студирао акустику. Развио је Саваров точак који производи звук при специфично градуисаним фреквенцијама помоћу ротационих дискова. 
Према Феликсу Савару име је добила мерна јединица за музичке интервале - савар, иако ју је у ствари пронашао Жозеф Сувер (Joseph Sauveur) - Стиглеров закон епонимије. 